# NGC 7257
NGC 7257 (również NGC 7260 lub PGC 68691) – galaktyka spiralna z poprzeczką (SBbc), znajdująca się w gwiazdozbiorze Wodnika.
Odkrył ją Albert Marth 1 października 1864 roku, jednak niedokładnie obliczył jej pozycję. Niezależnie odkrył ją Édouard Jean-Marie Stephan 22 września 1876 roku, a ponieważ obliczona przez niego pozycja różniła się od tej z obserwacji Martha, uznał, że odkrył nowy obiekt. John Dreyer w swoim New General Catalogue skatalogował obserwację Martha z błędną pozycją pod numerem NGC 7257, a obserwację Stephana jako NGC 7260.
W galaktyce tej zaobserwowano supernową SN 2001cl.